# Катарина Јовановић
Катарина А. Јовановић (Београд, 8. април 1869 — Цирих, 31. мај 1954) била је српски преводилац, историчар књижевности, публициста, филозоф, новинар и хуманитарни радник. Већи део свог живота провела је у иностранству. У Србији је живела свега 16 година, а ван ње 69. На немачки језик превела је нека од најзначајнијих дела српске и југословенске књижевности. За своје преводе врхунског квалитета награђивана је у иностранству. Четрдесетдве године бавила се хуманитарним радом помажући Србе у Отаџбини и ван ње у најтежим тренуцима српске историје. Српска библиотека у Цириху, Библиотека Катарина Јовановић, носи њено име.

## Породица
Рођена је у Београду у Косовској улици бр. 25, и била је ћерка једног од најзначајнијих српских фотографа, Анастаса Јовановића и мајке Марије и полусестра знаменитог српског архитекте, Константина Јовановића. Анастас је своју децу васпитавао у националном духу, упућујући их на богатство српске културе. Мајка Марија је уносила у њихово васпитање сву своју доброту, нежност и интелектуални дух, те је нарочито инсистирала да њихова ћерка јединица треба да стекне солидно образовање, сматрајући да женама није место место само у кући.

## Биографија
После похађања основне школе, Катарина је наставила да се школује преко приватних часова, учећи од своје браће и оца и читајући књиге из очеве богате библиотеке. Са шеснаест година, 1885. године, Катарина је напустила Београд. Отишла је код полубрата Константина у Беч и тамо наставила школовање. Редовно је обилазила Београд све до 1899. године, када јој је преминуо отац. Због избијања I Светског рата била је принуђена да напусти престоницу и да се пресели у Швајцарску. Настанила се у Цириху, где је живела с браћом. У Београду је живела у Карађорђевој 7.
Временом је постала врстан познавалац и српског и немачког језика. Чак је научила да се служи и специфичним циришким дијалектом немачког језика (тзв. алемански језик или швајцарски немачки). Своја лингвистичка знања искористила је за добробит свог народа, ширећи славу српске књижевности светом.

## Дела

### Преводилачки рад
Катарина Јовановић је на немачки језик прво превела „Горски вијенац” и „Лучу микрокозму”, вероватно зато што је Његош био њен омиљени писац. За овај превод је касније (1939. године) добила престижну Хумболтову награду коју додељује Минхенска академија наука. Ова књига је штампана у свега 4.000 примерака и већина њих је страдала у бомбардовању Минхена 1944/45. године. Пред крај живота је припремила и друго, поправљено издање превода Вијенца и Луче, али није дочекала њихов излазак из штампе.
Катарина Јовановић је наставила свој преводилачки и књижевно-историјски рад и после превода Његоша. Чувена циришка кућа Рошер је 1932. године објавила књигу „Антологија југословенске књижевности - песници и приповедачи”, у избору и преводу Катарине Јовановић. Ова антологија је изврсно представила пресек историје српске, хрватске и словеначке књижевности од средњег века до савременог доба немачкој читалачкој публици. Обухватила је песнике од монахиње Јефимије с краја XIV века до Десанке Максимовић и Густава Крклеца и приповедаче од Лазе Лазаревића до владике Николаја Велимировића.
Скоро две деценије касније, 1951. године, издавачка кућа Рошер објавила је Катаринин превод српских народних епских песама Косовског циклуса. Ову књигу је Катарина Јовановић посветила свом пријатељу Карлу Шпителеру (1845-1924), швајцарском песнику, нобеловцу и великом заљубљенику у Србе, Србију, српску културу и нарочито поезију.

### Ауторски рад
Катарина Јовановић је написала и велики број стручних чланака, као и биографију свог оца Анастаса „О животу и раду Анастаса Јовановића”. Своја филозофска уверења је сажела у књизи „Основно посматрање живота”, коју је објавила 1921. године у Београду. Ово своје једино филозофско дело написала је у зрелом животном добу, када је имала 56 година. У овој књизи она представља свој поглед на васељену, свет, човека и живот. Катарина је усвојила Кант-Лапласову теорију о постанку васељене. Читав живот посматра као чудо хармоније. У својим филозофским погледима се удаљила од традиционалног православног учења, нпр. тумачећи крст као универзални симбол човекољубља без вере у личносног Бога.

## Хуманитарни рад
Свој хуманитарни и каритативни рад Катарина је започела у време Балканских ратова 1912.1913 године. Тада је уз њену помоћ у Србију отпослата мисија Швајцарског Црвеног крста, у којој је радила Катаринина пријатељица Катарина Клара Штурценегер.
Захваљујући Катарини Јовановић и њеним швајцарским пријатељицама Црвени крст је послао своју мисију и болницу и у време Првог светског рата 1914.1918 године. Катарина је учествовала у оснивању Одељења за помоћ српским војницима при швајцарском Црвеном крсту и чувеног „Циришког бироа за тражење несталих”, који је своје деловање обновио и у време и после Другог светског рата. Учествовала је у тражењу и проналажењу несталих, помагала је да се организује дистрибуција хуманитарних пакета за болесне, рањене и заробљене српске војнике, њихове породице и породице оних војника који су од 1916. до 1918. године били на Солунском фронту, далеко од својих кућа. Њеном заслугом Швајцарска је почела да упућује у Србију сталну помоћ у новцу и храни.
Катарина Јовановић је помагала и српским ђацима и студентима, сирочићима и другима који су се у то време задесили далеко од отаџбине.
Њена доброта донела јој је у српској дијаспори чувени надимак „Мамица”.